# Simon’s Cat
Kot Simona (ang. Simon’s Cat) – seria filmów animowanych stworzona przez Simona Tofielda. Każdy z odcinków przedstawia głodnego kota domowego, który używa bardzo pomysłowych, przemyślanych (i czasem denerwujących) sposobów, aby poinformować swojego właściciela o tym, że potrzebuje czegoś do zjedzenia. Seria powstała z wykorzystaniem programu do tworzenia animacji Adobe Flash.
Pierwszy film serii, zatytułowany Cat Man Do, zdobył nagrodę w kategorii „Najlepsza komedia” w konkursie „British Animation Awards” w 2008. Drugi film z serii, zatytułowany Let Me In!, zdobył nagrodę w kategorii „Najbardziej niesamowita animacja” w konkursie „Animae Caribe” (Caribbean Animation Awards Festival) w 2008. Trzeci film – TV Dinner- został wyemitowany na kanale BBC Two w programie The Culture Show 15 lipca 2008, przed tym jak został umieszczony na YouTube.
14 października 2009 została wydana polska wersja 240-stronicowej książki Kot Simona. Sam o sobie (Simon’s Cat: in his very own book). W październiku 2010 wydano w Polsce drugą część książki Kot Simona. Za płotem (Simon’s Cat: beyond the fence). W październiku 2011 ukazała się polska wersja trzeciej części książki Kot Simona i kociokwik (Simon’s Cat: in kitten chaos). W październiku 2012 wydana została czwarta część książki Kot Simona kontra reszta świata (Simon’s Cat vs. the world). W październiku 2013 ukazał się tom kompilacyjny Wypasiony kot Simona (The Bumper Book of Simon’s Cat). Tom zawiera wybór obrazków z trzech pierwszych książek, wzbogacony o nowy, niepublikowany wcześniej materiał.
W 2016 roku powstała seria Logika mojego kota (Simon’s Cat Logic) przedstawiająca fakty o różnych aspektach zachowań kotów domowych.

## Lista odcinków
Poniżej zamieszczona została lista odcinków serii Simon’s Cat.
1. Cat Man Do
2. Let Me In!
3. TV Dinner
4. Fed Up - Simon’s Sister's Dog with the RSPCA
5. Fly Guy
6. Hot Spot
7. Snow Business
8. The Box
9. Cat Chat
10. Lunch Break
11. Beyond the fence
12. Santa Claws
13. Sticky Tape
14. Hop It (Później wydano również Wielkanocną wersję odcinka, zatytułowaną 'Hop It: Easter Eggstravaganza'. Oznaczono ją numerem 14b.)
15. Hidden Treasure
16. Cat & Mouse
17. Double Trouble
18. Catnap
19. Fowl Play
20. Shelf Life
21. Tongue Tied
22. Window Pain
23. Ready, Steady, Slow!
24. Springtime
25. Fetch
26. Nut Again
27. Icecapade
28. Feed Me
29. Screen Grab
30. Flower Bed
31. Suitcase
32. Mirror Mirror
33. Scary Legs (A Halloween Special)
34. Christmas Presence (Part 1)
35. Christmas Presence (Part 2)
36. Smitten (A Valentine's Special)
37. Crazy Time
38. Pawtrait
39. Hot Water
40. Washed Up
41. Scaredy Cat
42. Let me out
43. Catnip (A Christmas Special)
44. Butterflies (A Valentine's Special)
45. April Showers
46. Pizza Cat
47. Box Clever
48. Pug Life
49. Snow Cat (A Festive Special)
50. Tough Love (A Valentine's Special)
51. Fast Track
52. Field Trip
53. Muddy Paws
54. Laser Toy
55. Fish Tank
56. Trash Cat
57. The Monster
58. Bed Sheets
59. Little Box
60. Dinner Date: Starters
61. Dinner Date: Main Course
62. Dinner Date: Just Desserts
63. Copycat
64. Waiting Game
65. Bed Head
66. Scratch Post
67. Spider Cat
68. Hambush
69. D.I.Y.
70. Fast Food
71. Kitten Crazy Time
72. Fireworks
73. Christmas Yarn
74. Head Over Heels
75. Purrthday Cake (A 10th Birthday Special)
76. The Tree
77. Polished Paws
78. Stretched Out
79. Crow
80. Armchair Fan
81. The Snip
82. Borderline
83. On the Fence
84. Showdown
85. Spooked!
86. Kitten vs. Snake
87. Festive Feast
88. Winter Games
89. Staircase
90. Blind Date
91. Bathtime (Missing Cat Part 1 of 4)
92. Hide and Seek (Missing Cat, Part 2 of 4)
93. Lost (Missing Cat, Part 3 of 4)
94. Found (Missing Cat, Part 4 of 4)
95. "Missing Cat Colour Special - Full Film
96. Sunny Spot
97. It's a Dog's Life
98. Bat Cat
99. Kitten vs birds
100. Christmas Crow
101. "Lovestruck (Valentine's Special)"
102. "Cat Fight (Colour Special)"
103. "Ambush (At home special)"
104. "The Beginning (Simon's Cat Origins Story: Part 1)"
105. "Baby Steps (Simon's Cat Origins Story: Part 2)"
106. "SOS (Simon's Cat Origins Story: Part 3)"
107. "Scary Stories"
108. "Paws for Thought"
109. "Little Angel"
110. "Perfect Pitch"
111. "Technical Hitch"
112. "House Guest (Pupsitting: Part 1)"
113. "Hounded (Pupsitting: Part 2)"
114. "Purrfect Storm (Pupsitting: Part 3)"
115. "The Monster Returns (Halloween Special)"
116. "Bugged"
117. "Light Lunch (Christmas Special)"
118. "Cast Adrift"
119. "Royal Gift"
120. "The Shadow (Teddy's Tale: Part 1)"
121. "Tricks of the Trade (Teddy's Tale: Part 2)"
122. "Homeward Bound (Teddy's Tale: Part 3)"
123. "Spa Day"
124. "Tree Trouble (Christmas Special)"
125. "Love is in the Air (Valentine's Day Special)"
126. "Luck of the Drawer"
127. "The Trip (Cat Sitting: Part 1)"
128. "Packed Lunch (Cat Sitting: Part 2)"
129. "Home Sweet Home (Cat Sitting: Part 3)"
130. "Haunted House (Halloween Special)"
131. "Oh Deer! (Christmas Special)"
132. "4 A.M. Zoomies"
133. "Kitten Surprise (The Kitten Origins: Part 1)"
134. "Finders Keepers (The Kitten Origins: Part 2)"
135. "Forever Ever (The Kitten Origins: Part 3)"
136. "Nightmare at the Vets (Halloween Special)"
137. "The Heist (Thanksgiving Special)"
138. "Wreck the Halls (Christmas Special)"
139. "Food Fight"
140. "Hangry Cat"
141. "Tail Break (Back to the Vet: Part 1)"
142. "Fight and Flight (Back to the Vet: Part 2)"
143. "Party Animals (Back to the Vet: Part 3)"